# Списак места Светске баштине у Бразилу
Места светске баштине Организације Уједињених нација за образовање, науку и културу (Унеско) су места од значаја за културну или природну баштину како је описано у Унесковој конвенцији о светској баштини, установљеној 1972. године. Федеративна Република Бразил прихватила је конвенцију 1. септембра 1977, чиме су њена историјска места квалификована за уврштавање на листу. Од 2017. године, у Бразилу постоји 21 место светске баштине, укључујући четрнаест културних и седам природних локалитета.
Први локалитет у Бразилу, историјски град Оро Прето, уврштен је на листу на 4. седници Комитета за светску баштину, одржаној у Паризу, Француска, 1980. године. Године 1983. језуитске мисије Гваранија су примљене на листу у заједничкој понуди са Аргентином, чиме је постала прва прекогранична својина у Бразилу. Национални парк Игуасу је уврштен 1986. године као прва локација одабрана због свог природног значаја. Последњи допринос Бразила на Листи светске баштине, Археолошко налазиште Валонго Варф, уписано је 2017. године.
Поред својих уписаних локација, Бразил такође држи двадесет три имања на својој пробној листи.

## Пробна листа
Поред локалитета уписаних на листу светске баштине, државе чланице могу да одржавају листу пробних локација које могу да размотре за номинацију. Номинације за листу светске баштине се прихватају само ако је локалитет претходно био наведен на пробној листи. Од 2017. године, Бразил наводи двадесет три некретнине на својој пробној листи:
- Атол Рокас (Рио Гранде до Норте) (06.09.1996)
- Позоришта Амазонија (Театро Амазонас и Театро да Паз) (30.1.2015)
- Еколошка станица Анавиљанас (16.09.1998)
- Бразилски ансамбл тврђава (30.01.2015)
- Кањон Рио Перуасу, Минас Жераис (11.03.1998)
- Федерално подручје заштите животне средине Кавернас до Перуасу (АПА) / Државни парк Вередас до Перуасу (16.9.1998)
- Брана Седро у споменику природе Монолити Киксаде (30.01.2015)
- Културни пејзаж Паранапијакабе: Село и железнички системи у планинском ланцу Сера до Мар, Сао Пауло (27.2.2014)
- Носа Сењора до Монсерате до Рио де Женеиро, Рио де Женеиро (06.09.1996)
- Геоглифи Акре (30.01.2015)
- Златни пут у Паратију и његов пејзаж (08.01.2004)
- Палата Густаво Капанема (Рио де Жанеиро) (06.09.1996)
- Национални парк Сера да Бокајина (Сао Пауло - Рио де Жанеиро) (06.09.1996)
- Итасоатијарас реке Инга (30.01.2015)
- Национални парк Ленсојис Марањенсес (07.06.2017)
- Национални парк Пико да Неблина (Амазонас) (06.09.1996)
- Национални парк Сера да Канастра (16.9.1998)
- Национални парк Сера да Капивара и стална заштићена подручја (16.9.1998)
- Национални парк Сера до Дивисор (16.09.1998)
- Еколошка станица Таим (Рио Гранде до Сул) (06.09.1996)
- Еколошка станица Расо да Катарина (Бахиа) (06.09.1996)
- Вер-о-Песо (27.2.2014)

## Списак баштина
- Налазиште/сајт; назван по званичној ознаци Комитета за светску баштину
- Локација; на градском, регионалном или покрајинском нивоу и геокоординате
- Критеријуми; како је то дефинисао Комитет за светску баштину
- Област; у хектарима и јутрима. Ако је доступна, забележена је и величина тампон зоне. Недостатак вредности имплицира да Унеско није објавио ниједан податак
- Година; током којег је локалитет уписан на Листу светске баштине
- Опис; кратке информације о локацији, укључујући разлоге за квалификовање као угрожено место, ако је применљиво

| Име налазишта | Слика | Локација                                                                              | Критеријум             | Област ha (акре)       | Година | Опис |
| --- | --- | ------------------------------------------------------------------------------------- | ---------------------- | ---------------------- | ------ | --- |
| Сера до Мар | Forested mountains topped by rocks. | Парана и Сао Пауло 24° 10′ 00″ S 48° 00′ 00″ W / 24.16667° Ј; 48.00000° З             | Природно: (vii)(ix)(x) | 468.193 (1.156.930)    | 1999   | Локалитет обухвата неке од последњих преосталих атлантских шума и показује веома висок диверзитет са многим ретким и ендемским врстама. Као такав је од великог интереса и за научнике и за конзервацију. |
| Бразилија | Human sculptures and a hyperbolic shaped modern building with white ribs and glass.                                                         | Савезни дистрикт Бразила15° 47′ 00″ S 47° 54′ 00″ W / 15.78333° Ј; 47.90000° З        | Културно: (i)(iv)      | —                      | 1987   | Планирали су и развили Лусио Коста и Оскар Нимајер 1956. године, Бразилија је створена екс нихило како би се главни град из Рио де Жанеира преместио на централнију позицију. Заједно са Чандигаром у Индији, то је једино место где су Корбизјеови дизајнерски принципи урбанизма примењени у великим размерама. |
| Фернандо де Нороња и Атол Рокас | Rocky coast interspersed by sand beaches.                                                                                                   | Пернамбуко иРио Гранде до Норте 3° 51′ 29″ S 32° 25′ 30″ W / 3.85806° Ј; 32.42500° З  | Природно: (vii)(ix)(x) | 42.270 (104.500)       | 2001   | Као једно од ретких острвских станишта у јужном Атлантику, ово место је од суштинског значаја као хранилиште и простор за размножавање морских организама, укључујући угрожене и угрожене врсте, пре свега морску корњачу Хавксбил. |
| Национални парк Жау | Satellite image of a wide river and smaller meandering tributaries running through a light green landscape.                                 | Амазонас2° 20′ 00″ S 62° 00′ 30″ W / 2.33333° Ј; 62.00833° З                          | Природно: (ix)(x)      | 5.323.018 (13.153.460) | 2000   | Као највеће заштићено подручје у басену Амазона, ово место се истиче по великом биодиверзитету, низу станишта као што су шуме варзеа и игапо и броју угрожених врста. Различите агенције за заштиту су га препознале као регион високог приоритета. |
| Национални парк Чапада дос Ведејрос и Емас | Rocky mountain landscape and valley. | Гојас 14° 00′ 20″ S 47° 41′ 05″ W / 14.00556° Ј; 47.68472° З                          | Природно: (ix)(x)      | 367.356 (907.760)      | 2001   | Два парка су карактеристична за серадо, један од најстаријих тропских екосистема на свету и важно уточиште за врсте у временима климатских промена. |
| Атлантска шума | View of vast forested landscape. | Баија и Еспириту Санто 16° 30′ 00″ S 39° 15′ 00″ W / 16.50000° Ј; 39.25000° З         | Природно: (ix)(x)      | 111.930 (276.600)      | 1999   | Локалитет обухвата неке од последњих преосталих атлантских шума и показује веома висок диверзитет са многим ретким и ендемским врстама. Као такав је од великог интереса и за научнике и за конзервацију. |
| Историјски центар у Салвадор | | Баија 12° 58′ 00″ S 38° 30′ 00″ W / 12.96667° Ј; 38.50000° З                          | Културно: (iv)(vi)     | —                      | 1985   | Колонијални стари град прве бразилске престонице и град прве пијаце робова у Новом свету, сачувао је многе ренесансне куће јарких боја украшених штукатурама од 16. до 18. века. |
| Историјски центар Сао Луиса | A cobblestone street of old single-storied brightly colored houses.                                                                         | Марањао2° 30′ 51″ S 44° 18′ 09″ W / 2.51417° Ј; 44.30250° З                           | Културно: (iii)(iv)(v) | 67 (170)               | 1997   | Сао Луис је сачувао комплетан правоугаони план града и бројне историјске зграде што га чини одличним примером португалског колонијалног града. |
| Историјски центар Дијамантина | Old church, cobble stone streets and two-storied houses with white facades.                                                                 | Минас Жераис 18° 40′ 00″ S 43° 36′ 00″ W / 18.66667° Ј; 43.60000° З                   | Културно: (ii)(iv)     | 29 (72)                | 1999   | Добро очуван пример барокне архитектуре, овај колонијални град из 18. века основан је у негостољубивом окружењу стеновитих планина и постао је центар ископавања дијаманата у 18. и 19. веку. |
| Историјски центар Гојас | Facade of a two-storied stone church, largely painted white/beige with red/brownish window frames.                                          | Гојас 15° 56′ 00″ S 50° 08′ 00″ W / 15.93333° Ј; 50.13333° З                          | Културно: (ii)(iv)     | 40 (99)                | 2001   | Основан 1727. од стране истраживача Бартоломеа Бено да Силве, Гојас је сачувао велики део свог колонијалног наслеђа и пример је европског насеља у унутрашњости Јужне Америке. |
| Историјски центар Олинда | White stone church with red tile roof near the sea.                                                                                         | Пернамбуко8° 00′ 48″ S 34° 50′ 42″ W / 8.01333° Ј; 34.84500° З                        | Културно: (ii)(iv)     | 120 (300)              | 1982   | Основан 1537. године, град је напредовао као центар производње шећерне трске. Након пљачке од стране Холанђана у 17. веку, историјски центар датира углавном из 18. века са складном комбинацијом зграда, вртова, цркава, самостана и капела. |
| Историјски центар Оро Прето | Two-storied white buildings with red roof tiles lining a square. At the end of the square there is a prominent building with a clock tower. | Минас Жераис 20° 23′ 20″ S 43° 30′ 20″ W / 20.38889° Ј; 43.50556° З                   | Културно: (i)(iii)     | —                      | 1980   | Просперитет града као центра бразилске златне грознице у 18. веку огледа се у бројним очуваним црквама, мостовима и фонтанама које је многе од њих дизајнирао барокни вајар Алејжадињо. |
| Национални парк Игуасу | A large horseshoe shaped waterfall. | Парана 25° 41′ 00″ S 54° 26′ 00″ W / 25.68333° Ј; 54.43333° З                         | Природно: (vii)(x)     | 170.086 (420.290)      | 1986   | Заједно са Националним парком Игуасу на аргентинској страни, парк штити водопаде Игуасу, један од највећих водопада на свету, и дом је многих ретких и угрожених врста као што су џиновски мравојед или џиновска видра. Локалитет је био на листи угрожених 1999–2001 због нелегално отвореног пута кроз парк, брана на реци Игуазу и летова хеликоптером. |
| Језуитске мисије Гваранија: Сан Игнасио Мини, Санта Ана, Нуестра Сењора де Лорето и Санта Мариа Махор (Аргентина), рушевине Сао Мигел дас Мисоес (Бразил) | Ruins of a stone church facade and tower.                                                                                                   | Рио Гранде до Сул и Мисионес 28° 32′ 36″ S 54° 15′ 57″ W / 28.54333° Ј; 54.26583° З   | Културно: (iv)         | —                      | 1983   | Свака од пет уништених шпанских језуитских мисија основаних у тропској шуми у земљи народа Гуарани у 17. и 18. веку карактерише посебан дизајн. |
| Пампуља | White modernist building in front of a lake.                                                                                                | Минас Жераис19° 51′ 07″ S 43° 58′ 25″ W / 19.85194° Ј; 43.97361° З                    | Културно: (i)(ii)(iv)  | 154 (380)              | 2016   | Наведена локација се састоји од урбаног пројекта креираног 1940. године у Бело Хоризонтеу, Минас Жераис. Дизајниран је око вештачког језера, језера Пампуља, и укључује казино, плесну дворану, голф јахт клуб и цркву Светог Фрање Асишког. Зграде је пројектовао архитекта Оскар Нимејер, у сарадњи са пејзажним архитектом Робертом Бурле Марксом и бразилским модернистичким уметницима. |
| Пантанал | Plain with forests, grassland, rivers and many lakes.                                                                                       | Мато Гросо и Мато Гросо до Сул 17° 43′ 00″ S 57° 23′ 00″ W / 17.71667° Ј; 57.38333° З | Природно: (vii)(ix)(x) | 187.818 (464.110)      | 2000   | Ова локација садржи четири заштићена подручја, која обухватају један од највећих екосистема слатководних мочвара на свету, и дом је великог броја и разноликог спектра врста. |
| Парати и Иља Гранде | Plain with old buildings, forests, moutains and palm trees.                                                                                 | Рио де Женеиро23° 13′ 21″ S 44° 42′ 50″ W / 23.22250° Ј; 44.71389° З                  | Мешовито: (v)(x)       | 204.634 (505.660)      | 2019   | Смештен између планинског венца Сера да Бокаина и Атлантског океана, овај културни пејзаж обухвата историјски центар Паратија, једног од најбоље очуваних обалних градова у Бразилу, као и четири заштићена природна подручја бразилске атлантске шуме, једну од пет у свету. кључна жаришта биодиверзитета. Парати је дом импресивне разноликости врста, од којих су неке угрожене, као што су јагуар, белоусни пекари и неколико врста примата, укључујући вуненог паука мајмуна, који су симболичне за локацију. У касном 17. веку, Парати је био крајња тачка Камињо до Оро (Златни пут), дуж које се злато отпремало у Европу. Његова лука је такође служила као улазна тачка за алате и афричке робове, послане да раде у рудницима. Изграђен је одбрамбени систем да заштити богатство луке и града. Историјски центар Паратија задржао је план из 18. века и већи део своје колонијалне архитектуре из 18. и раног 19. века. |
| Рио де Женеиро: Пејзажи Кариоке између планине и мора | Human sculptures and a hyperbolic shaped modern building with white ribs and glass.                                                         | Рио де Женеиро22° 56′ 52″ S 43° 17′ 29″ W / 22.94778° Ј; 43.29139° З                  | Културно: (v)(vi)      | 7.249 (17.910)         | 2012   | Наведено место се састоји од изузетног урбаног окружења, а не од изграђеног наслеђа. Обухвата кључне природне елементе који су обликовали и инспирисали развој града: од највиших тачака планина Националног парка Тијуса до мора. Они такође укључују Ботаничке баште, основане 1808. године, планину Корковадо са својом прослављеном статуом Христа и брда око залива Гванабара, укључујући опсежно дизајниране пејзаже дуж залива Копакабана који су допринели култури живота на отвореном овог спектакуларног града. Рио де Жанеиро је такође познат по уметничкој инспирацији коју је пружио музичарима, пејзажистима и урбанистима. |
| Конгоњас | Stairs leading to a white stone church with two towers. Sculptures are placed on walls in front of the church.                              | Минас Жераис 20° 29′ 59″ S 43° 51′ 28″ W / 20.49972° Ј; 43.85778° З                   | Културно: (i)(iv)      | —                      | 1985   | Саграђена у 18. веку, ова локација садржи цркву, спољне степенице и седам капела, украшених статуама Алејжадиња. |
| Сао Кристовао, центар | White church on a square. | Сержипе 11° 00′ 58″ S 37° 12′ 36″ W / 11.01611° Ј; 37.21000° З                        | Културно: (ii)(iv)     | 3 (7,4)                | 2010   | Трг је окружен двема црквама, палатом и другим зградама из различитих историјских периода, што представља пример фрањевачке архитектуре у североисточном Бразилу. |
| Национални парк Сера да Капивара | Rock painting in red of a four legged animal, a smaller four legged animal and a human figure.                                              | Пјауи8° 25′ 00″ S 42° 20′ 00″ W / 8.41667° Ј; 42.33333° З                             | Културно: (iii)        | —                      | 1991   | Локалитет је међу најстаријим људским заједницама у Јужној Америци, са великим бројем пећинских слика, од којих неке датирају још пре 25.000 година. |
| Археолошко налазиште Валонго Варф | | Рио де Женеиро22° 53′ 49.6″ S 43° 11′ 14.62″ W / 22.897111° Ј; 43.1873944° З          | Културно: (vi)         | 03.895 (9.620)         | 2017   | Налази се у бившој лучкој области Рио де Жанеира у којој је изграђено старо камено пристаниште за искрцавање поробљених Африканаца који су стигли на јужноамерички континент од 1811. надаље. Процењује се да је 900.000 Африканаца стигло у Јужну Америку преко Валонга. |
| Налазиште "Роберто Бури Маркс" | | Рио де Женеиро23° 01′ 26.4″ S 43° 32′ 49.6″ W / 23.024000° Ј; 43.547111° З            | Културно: (ii), (iv)   | 40,53 (100,2)          | 2021   | Имање у Бара де Гуаратиба које је припадало пејзажном архитекти Роберту Бурле Марксу. Ту је направио башту са око 3500 врста биљака. |